# Хаген, Сесилия
Сесилия Хаген (швед. Cecilia Hagen, полное имя Ellen Cecilia Margareta Hagen; род. 1946) — шведская писательница и журналистка.

## Биография
Родилась 15 мая 1946 года в Стокгольме в  семье Торда Хагена и его жены Лены Берг (Lena Berg).
Посещала Стокгольмскую школу экономики и окончила Школу журналистики (Journalisthögskolan i Stockholm) в Стокгольме.
Первоначально работала в стокгольмском еженедельнике Vecko-Journalen, с 1973 года работала журналистом и обозревателем в журнале Expressen.
Сесилия Хаген несколько раз была участником развлекательной программы канала Sveriges Television — «På spåret» («На трассе»): в 1995 году она одержала вместе с Томасом Тенгбю победу, а также была в финале с Леннартом Дальгреном и с Адде Мальмбергом.
Автор многих книг. Была удостоена премии Lukas Bonniers Stora Journalistpris (2006), медали Sankt Eriksmedaljen (2011) и литературной премии Jolopriset (2018).
В настоящее время находится на пенсии и продолжает писательскую деятельность.

### Семья
Сесилия Хаген — внучка Эллен Хаген и Тора Берга.  В 1976–1989 годах она была замужем за писателем и журналистом Ингемаром Унге, у них родился сын Джонатан Унге — шведский комик.